# Okręg wyborczy nr 7 do Parlamentu Europejskiego w Polsce
Okręg wyborczy nr 7 do Parlamentu Europejskiego w Polsce – okręg wyborczy obejmujący teren województwa wielkopolskiego, z siedzibą okręgowej komisji wyborczej w Poznaniu.

## Wyniki wyborów
| Podział 6 mandatów: SLD–UP: 1 Samoobrona: 1 UW: 1 PO: 1 PiS: 1 LPR: 1 |

| Podział 5 mandatów: SLD–UP: 1 PSL: 1 PO: 2 PiS: 1 |

| Podział 5 mandatów: SLD–UP: 1 PSL: 1 PO: 2 PiS: 1 |

| Podział 5 mandatów: Wiosna: 1 KE: 2 PiS: 2 |

| Podział 6 mandatów: Lewica: 1 KO: 2 TD: 1 PiS: 1 KWiN: 1 |

## Reprezentanci okręgu
| PE   | Rok  | Poseł KW        | Poseł KW                      | Poseł KW         | Poseł KW             | Poseł KW          | Poseł KW           | Poseł KW     | Poseł KW       | Poseł KW                    | Poseł KW            | Poseł KW               | Poseł KW         |
| ---- | ---- | --------------- | ----------------------------- | ---------------- | -------------------- | ----------------- | ------------------ | ------------ | -------------- | --------------------------- | ------------------- | ---------------------- | ---------------- |
| VI   | 2004 |                 | J. Kułakowski UW              |                  | J. Masiel Samoobrona |                   | F. Kaczmarek PO    |              | M. Libicki PiS |                             | M. Siwiec SLD–UP    |                        | W. Tomczak LPR   |
| VII  | 2009 |                 | S. Jędrzejewska PO            |                  | A. Grzyb PSL         | K. Szymański PiS  | F. Kaczmarek PO    | —            | —              | —                           | M. Siwiec SLD–UP    |                        |                  |
| VIII | 2014 | A. Szejnfeld PO | A. Kozłowska-Rajewicz PO      | R. Czarnecki PiS | A. Grzyb PSL         | K. Łybacka SLD–UP |                    | —            | —              | —                           |                     |                        |                  |
| IX   | 2019 |                 | E. Kopacz KE (2019) KO (2024) |                  | Z. Krasnodębski PiS  |                   | L. Miller KE       | —            | —              | —                           | A. Możdżanowska PiS |                        | S. Spurek Wiosna |
| X    | 2024 |                 | E. Kopacz KE (2019) KO (2024) |                  | K. Hetman TD         |                   | M. Wawrykiewicz KO | M. Maląg PiS |                | J. Scheuring-Wielgus Lewica |                     | A. Bryłka Konfederacja |                  |

### Wybory do Parlamentu Europejskiego 2004
| Komitet wyborczy                                      | Komitet wyborczy                                                      | Głosów  | %     | Mandaty | Wybrani posłowie |
| ----------------------------------------------------- | --------------------------------------------------------------------- | ------- | ----- | ------- | ---------------- |
|                                                       | Platforma Obywatelska RP                                              | 109 861 | 20,73 | 1       | Filip Kaczmarek  |
|                                                       | Liga Polskich Rodzin                                                  | 69 703  | 13,15 | 1       | Witold Tomczak   |
|                                                       | KKW Sojusz Lewicy Demokratycznej – Unia Pracy                         | 63 046  | 11,90 | 1       | Marek Siwiec     |
|                                                       | Samoobrona Rzeczpospolitej Polskiej                                   | 60 489  | 11,41 | 1       | Jan Masiel       |
|                                                       | Prawo i Sprawiedliwość                                                | 57 361  | 10,82 | 1       | Marcin Libicki   |
|                                                       | Unia Wolności                                                         | 56 849  | 10,73 | 1       | Jan Kułakowski   |
|                                                       | Polskie Stronnictwo Ludowe                                            | 37 779  | 7,13  | –       |                  |
|                                                       | KWW Socjaldemokracji Polskiej                                         | 18 694  | 3,53  | –       |                  |
|                                                       | Inicjatywa dla Polski                                                 | 15 061  | 2,84  | –       |                  |
|                                                       | Narodowy KWW                                                          | 14 600  | 2,76  | –       |                  |
|                                                       | Unia Polityki Realnej                                                 | 7142    | 1,35  | –       |                  |
|                                                       | KWW Konfederacja Ruch Obrony Bezrobotnych                             | 6399    | 1,21  | –       |                  |
|                                                       | KWW – Ogólnopolski Komitet Obywatelski „OKO”                          | 6070    | 1,15  | –       |                  |
|                                                       | KKW Krajowa Partia Emerytów i Rencistów – Partia Ludowo-Demokratyczna | 4112    | 0,78  | –       |                  |
|                                                       | Polska Partia Pracy                                                   | 2759    | 0,52  | –       |                  |
| Frekwencja: 21,19% Źródło: Państwowa Komisja Wyborcza |                                                                       |         |       |         |                  |

### Wybory do Parlamentu Europejskiego 2009
| Komitet wyborczy                                      | Komitet wyborczy                                                       | Głosów  | %     | Mandaty | Wybrani posłowie                      |
| ----------------------------------------------------- | ---------------------------------------------------------------------- | ------- | ----- | ------- | ------------------------------------- |
|                                                       | Platforma Obywatelska RP                                               | 289 442 | 45,79 | 2       | Filip Kaczmarek, Sidonia Jędrzejewska |
|                                                       | Prawo i Sprawiedliwość                                                 | 121 216 | 19,17 | 1       | Konrad Szymański                      |
|                                                       | KKW Sojusz Lewicy Demokratycznej – Unia Pracy                          | 94 180  | 14,90 | 1       | Marek Siwiec                          |
|                                                       | Polskie Stronnictwo Ludowe                                             | 52 716  | 8,34  | 1       | Andrzej Grzyb                         |
|                                                       | KKW Porozumienie dla Przyszłości – CentroLewica (PD+SDPL+Zieloni 2004) | 23 777  | 3,76  | –       |                                       |
|                                                       | Prawica Rzeczypospolitej                                               | 18 273  | 2,89  | –       |                                       |
|                                                       | Samoobrona Rzeczpospolitej Polskiej                                    | 12 725  | 2,01  | –       |                                       |
|                                                       | Unia Polityki Realnej                                                  | 7621    | 1,21  | –       |                                       |
|                                                       | Libertas                                                               | 6703    | 1,06  | –       |                                       |
|                                                       | Polska Partia Pracy                                                    | 5517    | 0,87  | –       |                                       |
| Frekwencja: 24,13% Źródło: Państwowa Komisja Wyborcza |                                                                        |         |       |         |                                       |

### Wybory do Parlamentu Europejskiego 2014
| Komitet wyborczy                                      | Komitet wyborczy                              | Głosów  | %     | Mandaty | Wybrani posłowie                             |
| ----------------------------------------------------- | --------------------------------------------- | ------- | ----- | ------- | -------------------------------------------- |
|                                                       | Platforma Obywatelska RP                      | 192 801 | 32,95 | 2       | Adam Szejnfeld, Agnieszka Kozłowska-Rajewicz |
|                                                       | Prawo i Sprawiedliwość                        | 142 675 | 24,38 | 1       | Ryszard Czarnecki                            |
|                                                       | KKW Sojusz Lewicy Demokratycznej – Unia Pracy | 74 695  | 12,77 | 1       | Krystyna Łybacka                             |
|                                                       | Polskie Stronnictwo Ludowe                    | 61 431  | 10,50 | 1       | Andrzej Grzyb                                |
|                                                       | Nowa Prawica – Janusza Korwin-Mikke           | 40 540  | 6,93  | –       |                                              |
|                                                       | KKW Europa Plus Twój Ruch                     | 29 112  | 4,98  | –       |                                              |
|                                                       | Solidarna Polska Zbigniewa Ziobro             | 20 816  | 3,56  | –       |                                              |
|                                                       | Polska Razem Jarosława Gowina                 | 16 144  | 2,76  | –       |                                              |
|                                                       | KWW Ruch Narodowy                             | 6905    | 1,18  | –       |                                              |
| Frekwencja: 22,42% Źródło: Państwowa Komisja Wyborcza |                                               |         |       |         |                                              |

### Wybory do Parlamentu Europejskiego 2019
| Komitet wyborczy                                      | Komitet wyborczy                                 | Głosów  | %     | Mandaty | Wybrani posłowie                              |
| ----------------------------------------------------- | ------------------------------------------------ | ------- | ----- | ------- | --------------------------------------------- |
|                                                       | KKW Koalicja Europejska PO PSL SLD .N Zieloni    | 518 706 | 43,25 | 2       | Ewa Kopacz, Leszek Miller                     |
|                                                       | Prawo i Sprawiedliwość                           | 460 432 | 38,39 | 2       | Zdzisław Krasnodębski, Andżelika Możdżanowska |
|                                                       | Wiosna Roberta Biedronia                         | 93 504  | 7,80  | 1       | Sylwia Spurek                                 |
|                                                       | KWW Konfederacja KORWiN Braun Liroy Narodowcy    | 55 970  | 4,67  | –       |                                               |
|                                                       | KWW Kukiz’15                                     | 51 500  | 4,29  | –       |                                               |
|                                                       | KKW Lewica Razem – Partia Razem, Unia Pracy, RSS | 19 226  | 1,60  | –       |                                               |
| Frekwencja: 44,86% Źródło: Państwowa Komisja Wyborcza |                                                  |         |       |         |                                               |

### Wybory do Parlamentu Europejskiego 2024
| Komitet wyborczy                                      | Komitet wyborczy                                                           | Głosów  | %     | Mandaty | Wybrani posłowie                |
| ----------------------------------------------------- | -------------------------------------------------------------------------- | ------- | ----- | ------- | ------------------------------- |
|                                                       | KKW Koalicja Obywatelska                                                   | 399 299 | 38,85 | 2       | Ewa Kopacz, Michał Wawrykiewicz |
|                                                       | Prawo i Sprawiedliwość                                                     | 297 286 | 28,92 | 1       | Marlena Maląg                   |
|                                                       | Konfederacja Wolność i Niepodległość                                       | 135 416 | 13,18 | 1       | Anna Bryłka                     |
|                                                       | KKW Trzecia Droga Polska 2050 Szymona Hołowni – Polskie Stronnictwo Ludowe | 94 951  | 9,24  | 1       | Krzysztof Hetman                |
|                                                       | KKW Lewica                                                                 | 82 845  | 8,06  | 1       | Joanna Scheuring-Wielgus        |
|                                                       | KWW Bezpartyjni Samorządowcy – Normalna Polska w Normalnej Europie         | 7761    | 0,76  | –       |                                 |
|                                                       | Normalny Kraj                                                              | 5460    | 0,53  | –       |                                 |
|                                                       | Polska Liberalna Strajk Przedsiębiorców                                    | 2437    | 0,24  | –       |                                 |
|                                                       | PolEXIT                                                                    | 2366    | 0,23  | –       |                                 |
| Frekwencja: 39,16% Źródło: Państwowa Komisja Wyborcza |                                                                            |         |       |         |                                 |